# Уголь Украины
«Уголь Украины» (укр. Вугілля України) — щомісячний науково-технічний виробничий і економічний журнал з проблем розробки та періодичної переробки (збагачення) вугільних корисних копалин.
9 червня 1999 р. журнал внесений ВАК України до Переліку наукових фахових видань з геологічних наук та до Переліку фахових видань з технічних наук, 14 листопада 2001 р. внесений також до Переліку фахових видань з економічних наук.